# Île de Mogador
L'île de Mogador  (en arabe : جزيرة موغادور) ou îlot de Mogador est la plus grande des îles Purpuraires, au large de la ville d'Essaouira au Maroc.

## Histoire
Le navigateur carthaginois Hannon visite l'île et y établit un poste commercial dans la région au Ve siècle av. J.-C. Des artéfacts phéniciens ont été trouvés sur l'île.
En 1844, la marine nationale française assiège l'île, et elle tombe aux mains des Français à la suite du bombardement de Mogador.
L'île ne dispose pas de phare , mais d'un minaret d'une vieille mosquée et l'île est désormais une réserve naturelle.

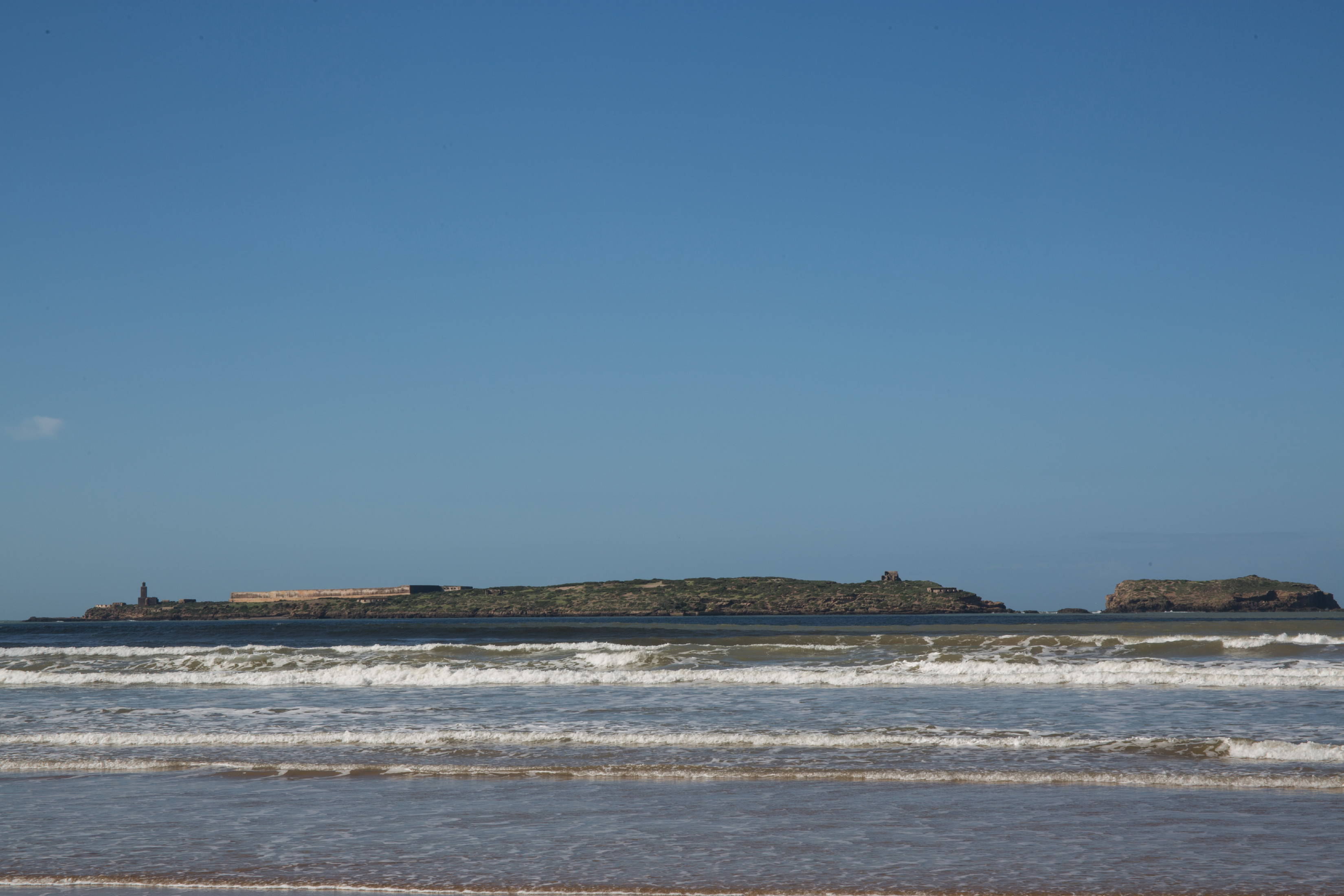
L'île de Mogador vu depuis la plage d'Essaouira.